# Duinzichtkerk
De Duinzichtkerk is een kerkgebouw aan de Van Hogenhoucklaan in Den Haag. De gemeente behoort tot de Protestantse Gemeente 's-Gravenhage.
In het nieuwe deel van het Benoordenhout werd in 1934 begonnen met de bouw van een nieuwe kerk. Initiatiefnemer was de familie Zanen. Het ontwerp kwam van de bekende architect Willem Verschoor. De eerste steen werd gelegd op 13 oktober en reeds op 1 maart 1935 werd de eerste dienst gehouden.

## Beheer
Er is een beheersstichting Duinzichtkerk / Vredeskapel die zich bezighoudt met de Duinzichtkerk en de Vredeskapel in de Archipelbuurt. Er is ook een Nederlandse Hervormde Wijkstichting Duinzichtkerk / Vredeskapel. Deze stichting gaf o.a. het boekje "Veertig jaar Duinzichtkerk 1935-1975" uit.

## Trivia
- De naam van de kerk werd vroeger als Duinzigtkerk geschreven, genoemd naar de buurt Duinzigt waarin hij ligt.
- Piet Hein Donner was ouderling en lid van het kerkbestuur.
- Tijdens zware storm zwiepen de wijzers van de grote klok op de toren opvallend heen en weer.